# Frères de sang (telenovela, 2021)
Pour les articles homonymes, voir Frère de sang (homonymie).
Frères de sang (Um Lugar ao Sol) est une telenovela brésilienne produite et diffusée entre le 8 novembre 2021 et le 25 mars 2022 sur Globo.
En France, le feuilleton a été remonté en 70 épisodes de 45 minutes et diffusé entre le 9 décembre 2022 et le 16 mars 2023 et rediffusée entre le 26 octobre 2024 et le 25 janvier 2025 sur Novelas TV.

## Synopsis
Christian et Christofer sont des frères jumeaux qui ont été séparés à la naissance. En effet, à la suite du décès de leur mère lors de l’accouchement, leur père Ernani confie Christian à un orphelinat et Christofer à un riche couple de Rio de Janeiro. Christian et Christofer, rebaptisé Renato, vont grandir en ignorant l’existence de l’un et de l’autre.
Plusieurs années s’écoulent… Christian lutte pour survivre tandis que Renato, lui n’a jamais connu de problème d’argent. Lorsqu’ils se retrouvent, une tragédie se produit : Renato est assassiné. Identifié comme Christian, ce dernier prend alors la place de son frère. Mais pour cela, il doit laisser derrière lui sa véritable identité et son grand amour.

## Distribution

### Rôles principaux
| Acteur/Actrice       | Personnage                                           |
| -------------------- | ---------------------------------------------------- |
| Cauã Reymond         | Christian Alves dos Santos (Chris) / Renato (faux)   |
| Cauã Reymond         | Christofer Alves dos Santos / Renato Muniz Meirelles |
| Alinne Moraes        | Bárbara Assunção Meirelles                           |
| Andréia Horta        | Lara Moreira Trindade                                |
| Juan Paiva           | Ravi Pereira da Silva                                |
| Andréa Beltrão       | Rebeca Assunção Mourão                               |
| Marieta Severo       | Ana Maria Moreira Bastos (Noca)                      |
| José de Abreu        | Santiago Assunção                                    |
| Ana Beatriz Nogueira | Elenice Muniz Meirelles                              |
| Fernanda de Freitas  | Érica Ribeiro Assunção                               |
| Gabriel Leone        | Felipe Soares                                        |
| Danton Mello         | Mateus Nogueira Sales                                |
| Ana Baird            | Nicole Assunção                                      |
| Daniel Dantas        | Túlio Mourão                                         |
| Pathy Dejesus        | Maria Ruth Valente (Ruth)                            |
| Denise Fraga         | Júlia Soares                                         |
| Fernanda Marques     | Cecília Assunção                                     |
| Lara Tremouroux      | Joyce Rodrigues Ferreira (Joy)                       |
| Regina Braga         | Drª. Ana Virgínia Soares                             |
| Marco Ricca          | Breno Martins                                        |
| Mariana Lima         | Ilana Prates                                         |
| Natália Lage         | Drª. Gabriela Macedo Gaspar                          |
| Otávio Müller        | Paco Valentim                                        |
| Claudia Mauro        | Helena Valentim                                      |
| Renata Gaspar        | Stephanie Ribeiro                                    |
| Danilo Grangheia     | Roney Silveira da Cunha                              |
| Samanta Quadrado     | Mel Valentim                                         |
| Ângela Figueiredo    | Mercedes                                             |
| Stella Freitas       | Geize Pimenta                                        |
| Fernando Eiras       | Teodoro Muniz                                        |
| Georgina Castro      | Thaiane Moreira                                      |
| Ju Colombo           | Dalva                                                |
| Cláudia Missura      | Lucília Martins                                      |
| Luiz Serra           | Domísio Martins                                      |
| Yara de Novaes       | Inácia Rodrigues Ferreira                            |
| Roberto Alencar      | Valdir                                               |
| Indira Nascimento    | Janine Jardim                                        |
| Bruna Martins        | Bela                                                 |
| Samantha Jones       | Adel                                                 |
| Mayara Theresa       | Leila                                                |
| Pável Reymond        | Josias                                               |
| Maju Lima            | Maria Rita Sales Prado (Marie)                       |
| Miguel Schmid        | Luan Ribeiro                                         |
| Maithê Rodrigues     | Yasmin Rodrigues Ferreira (Mimi)                     |
| Álvaro Brandão       | Anderson Rodrigues Ferreira                          |

### Participations spéciales
| Acteur/Actrice        | Personnage                          |
| --------------------- | ----------------------------------- |
| Genézio de Barros     | José Renato Meirelles               |
| Débora Duarte         | Eva Lage                            |
| Reginaldo Faria       | Aníbal Macedo                       |
| Juliana Schalch       | Hannah                              |
| Diogo Monteiro        | Rodrigo                             |
| Inez Viana            | Avany                               |
| Betty Gofman          | Profª. Maria Antônia Andrade        |
| Tonico Pereira        | Prof. Romero                        |
| Eduardo Moscovis      | Edgar                               |
| Isio Ghelman          | Anselmo de Almeida Tavares / Alípio |
| Márcio Vito           | Ernani Alves dos Santos             |
| Antônio Pitanga       | Gesiel                              |
| Fernanda Nobre        | Maria Fernanda Lacombe              |
| Rui Resende           | Napoleão (Naná)                     |
| Gilberto Gawronski    | Dr. Castilho                        |
| Felipe Rocha          | Jonas Carneiro                      |
| Thelmo Fernandes      | Jerônimo Moreira Correia Bastos     |
| Tatiana Tiburcio      | Esther                              |
| Maria Gal             | Eugênia                             |
| Giovanna Chaves       | Carol                               |
| Larissa Vereza        | Soraya                              |
| Viviane Victorette    | Veridiana                           |
| Vanessa Pascale       | Luna                                |
| Bruno Padilha         | Leandro                             |
| Ângela Rabelo         | Aurora Muniz                        |
| Analu Prestes         | Sueli Moreira Bastos                |
| Antônio Fragoso       | Alessandro Giácomo                  |
| Gillray Coutinho      | Eusébio                             |
| Mariah da Penha       | Rosalinda                           |
| Dhonata Augusto       | Caio                                |
| Cleiton Morais        | Michel                              |
| Aramis Trindade       | Kleber                              |
| Ana Kutner            | Dra. Beatriz                        |
| Bruce Gomlevsky       | Ricardo Macedo                      |
| Cláudio Mendes        | Ronaldo Pacheco                     |
| Ana Paula Botelho     | Enfermeira Bethânia                 |
| Jaime Leibovitch      | Juíz Brandão                        |
| JP Rufino             | Luan Ribeiro Assunção (jeune)       |
| Alice Camargo         | Ludmila Assunção Muniz Meirelles    |
| Maria Estela Moura    | Maria Prates Martins                |
| Kelly Morales         | Thamires                            |
| Dja Marthins          | Filomena                            |
| Cláudia Provedel      | Thaís                               |
| Matheus Colmatti      | Leopoldo (Léo)                      |
| Camila Lucciola       | Denise                              |
| Mario Hermeto         | Dr. Henrique                        |
| Gabriel Reif          | Paulinho                            |
| Ruan Aguiar           | Damón                               |
| Patrícia Selonk       | Gorete                              |
| Bernardo Filaretti    | Jeremias Moreira Bastos             |
| Dilene Prado          | Joelma                              |
| Sílvio Matos          | Hélio                               |
| Rejane Faria          | Neusa                               |
| Ismael Caneppele      | Dr. Guimarães                       |
| Quitéria Kelly        | Bianca                              |
| Gabriel Canella       | Genaro                              |
| Tiago Homci           | Policial Ventura                    |
| Maureen Miranda       | Ivete                               |
| Bianca Vedovato       | Laís                                |
| Raul Franco           | Josival                             |
| Therla Duarte         | Conceição                           |
| Adriana Bellonga      | Edith                               |
| Márcio Machado        | Dr. Rangel                          |
| Aldo Perrotta         | Carlos                              |
| Alexandre David       | Clóvis                              |
| Maga Cavalcante       | Salete                              |
| Cláudio Cinti         | Delegado Mendonça                   |
| Cristiano Sauma       | Ruy                                 |
| Cyda Moreno           | Penha                               |
| Ana Chagas            | Pilar                               |
| Rômulo Weber          | Gilmar                              |
| Raquel Fabbri         | Selma                               |
| Victor Grimoni        | Fábio                               |
| Vilma Melo            | Delegada Layla                      |
| Jean Amorim           | Samuel                              |
| Rodrigo Átila         | Djalma                              |
| Rafa Vachaud          | Régis                               |
| Jojô Rodrigues        | Lúcia                               |
| Alice Morena          | Raquel                              |
| Flávio Pardal         | Naldo                               |
| Mariana Cysne         | Beth                                |
| Luiz Lobo             | Erick                               |
| Lian Tai              | Joana Lins                          |
| Alexandre Lino        | Anchieta                            |
| Nado Grimberg         | Bombeiro Ayres                      |
| Jack Berraquero       | Marcão                              |
| Leandro Ferraz        | Geraldo                             |
| Bárbara Vento         | Valéria                             |
| Isaac Bernat          | Giovanni                            |
| Alexandre Mofati      | Dr. Fonseca                         |
| Nicollas Paixão       | Jailson                             |
| Bruno Quixotte        | Cassimiro                           |
| Carine Klimeck        | Clotilde                            |
| Fernanda Ribeiro      | Gláucia                             |
| Cláudio Galvan        | Delegado Munhoz                     |
| Leda Ribbas           | Dona Arlete                         |
| Raquel Rocha          | Jerusa                              |
| Adriano Saboya        | Edilson                             |
| Rafaela Amado         | Maria Alice                         |
| Alessandro Anes       | Pastor Jacó                         |
| Flávio Pardal         | Naldo                               |
| Francisco Torres      | Manoel Ribeiro                      |
| Gilson Gomes          | Antônio                             |
| Marcelo Rocha Pereira | Leonardo                            |
| Samuel Toledo         | Jamaica                             |
| Pedro Cupido          | Francisco Pereira (2 ans)           |
| Julio Cezar Cirilo    | Francisco Pereira (7 ans)           |
| Sofia Teixeira        | Rosário Alves dos Santos            |
| Rafael Primot         | José Renato (jeune)                 |
| Lorena Comparato      | Elenice (jeune)                     |
| Gery                  | Ernani (jeune)                      |
| Davi de Oliveira      | Christian / Renato (enfant)         |
| Lauan do Amaral       | Ravi (jeune)                        |
| Vitória Strada        | Elle-même                           |
| Dudu Bertholini       | Lui-même                            |

## Version française
La version française est assurée par Studio Plug-in au Maroc.
Avec les voix de Guillaume Escaffre, Adrien Caminada, Letizia Costantini, Nawal Lamrini, Fanny Dalmau, Gabriel Delmas, Xavier Becker, Dominique Saouri, Anna Fhima, Jean-Albert Margaine, Farida Hamou, Sophie Pastrana, Camille Bechta, Hamza Toujiri, Hélène Tran, Mounia Bennis, Emmanuelle Brindel, Eric Cuvelier, Corinne Troisi, Amira Sejad, Paul Nguyen, Olivier Mutelet, Mouna Belgrini, Brahim Bihi, Layla Hajji, Christophe Cerino, Hind Houari, Pauline Robic, Michèle Lepez, Sonia Okacha, Anne-Lise Auclaire, Odile Roehrig, Lamia El Alami, Claire Begards, Claire Staub et Cyan Mortimer.